# Désiré Bril
Désiré Napoléon Bril (Veurne, 18 augustus 1810 - 26 mei 1856) was een Belgisch liberaal politicus en burgemeester van Veurne.

## Levensloop
Bril was een zoon van deurwaarder Bernard Bril (Leisele, 1778 - Veurne, 1849) en Marie Deghelder (1774-1866). Hij werd advocaat en pleitbezorger bij de balie van Veurne. In 1837 werd hij plaatsvervangend vrederechter.
Hij werd in 1836 verkozen tot gemeenteraadslid van Veurne. In 1846 werd hij schepen en in 1848 burgemeester. Hij bleef dit ambt uitoefenen tot aan zijn dood, op de leeftijd van 45 jaar. Zijn beleid werd gekenmerkt door een grote gematigdheid. Zo steunde hij actief de geestelijkheid bij de armenzorg en was hij niet geneigd het bisschoppelijk college te laten vallen in het voordeel van een nog op te richten atheneum. Hij kwam hierdoor in botsing met meer radicale liberalen.
Hij werd in 1848 verkozen tot liberaal provincieraadslid in West-Vlaanderen en bleef dit tot aan zijn dood.
In 1840 trouwde hij met Marie-Louise Faure Didèle (1818-1900) en ze hadden een zoon, Achille Bril, en een dochter, Celestine Bril (1841-1909), die trouwde met Leopold Bieswal (1831-1922), katholiek provincieraadslid voor Veurne en ook schepen van Veurne. Hij werd arrondissementscommissaris en bleef dit tot in 1915. Hij was toen 84 en een leeftijdsgrens die werd opgelegd, verplichtte hem tot ontslag.